# Conall Corc mac Lugaid
Corc mac Lugaid (ou Luigthig), également appelé Conall Corc, Corc de Cashel ou Corc mac Láire était un roi de Munster (en irlandais : Muman), l'un des cinq royaumes d'Irlande, qui vivait au IVe siècle. 

## Origine et légendes
Selon l'historienne Edel Bhreathnach, Corc serait le fils de Lugaid mac Ailill Flann Bec et de sa seconde épouse, Bolco Ban Bretnach, fille d'un « roi d'Alba ». 
Il a deux demi-frères : 
- Lugaid, ancêtre éponyme des Uí Luidgech ;
- Cathbad, à l'origine des Uí Cathbad Chuille.

Leur sœur, Óebfhinn, aurait été l'épouse de l'Ard ri Erenn Niall Noigiallach. 
L'identité du père de Corc reste toutefois un mystère. Alors qu'il appartenait très probablement à la famille des proto-Eóganachta, celui-ci est appelé de façon incohérente dans les généalogies et les récits Lugaid ou Láre. Une confusion supplémentaire est causée par le fait qu'un certain Láre Fidach est désigné comme le père de Crimthann dans l'une (pas forcément la plus ancienne) de ces sources. Mais il ne peut s'agir du même individu car ceci ferait de Corc et de Crimthann deux frères. 
Dans les contes, Crimthann n'est désigné que comme son oncle ou son cousin. David Sproule estime donc que le père de Corc devait être Lugaid Láre et que les Laud sont erronés. 
Corc s'appelait à l'origine Conall. Le Livre de Munster raconte que l'enfant avait été confié en nourrice à Maghlar Dearg, de la tribu des Corca Oiche, et au poète Torna Eigeas. Il y avait à l'époque dans le royaume des sorcières qui tuaient les enfants nouveau-nés. Celles-ci vinrent dans la maison où se trouvait l'enfant, que l'on cacha sous un chaudron que l'on renversa. 
Qui allons-nous détruire parmi les habitants de cette maison ? demanda l'une des sorcières.
Il n'y a que celui qui est caché sous le chaudron, répondit une autre.
Après cela, une étincelle jaillit du feu et frappa l'oreille de l'enfant, qui prit une couleur pourpre (Corcra).
De ce jour, il fut appelé Corc.  
C'est en rentrant de son exil écossais que Corc se rendit par hasard en un lieu que le porcher d’Áed, roi des Múscraige, avait, à la suite d’une vision, désigné comme le siège éternel de la royauté de Muman, et découvrit puis fonda Cashel. D'après le Livre de Lecan, Corc fut même roi de toute la moitié sud de l’Irlande, le Leth Moga.

## Généalogie de Corc
Ses ancêtres proto-historiques sont connus sous le nom de Deirgtine. S'il était probablement le petit-fils d'Ailill Flann Bec, sa parenté avec Dáire Cerbba et le Haut-Roi Crimthann mac Fidaig est discutée. Crimthann est d'ailleurs souvent présenté dans les légendes comme son ennemi. 
(en caractères gras, les individus ayant régné)
- Éogan Mór
  - Fiachu Muillethan
    - Ailill Flann Mór
    - Ailill Flann Bec
      - Lugaid
        - Lugaid, à l'origine du sept des Ui Luighdheach Eile.
        - Cathfaidh, à l'origine du sept des Ui Cathfhaid Cuile.
        - Corclosadh
        - Corc mac Luigthig
          - Nad Froích mac Cuirc,
            - Ailill, à l'origine de la branche des Eóganacht Áine.
            - Óengus mac Nad Froích, † v. 489, premier roi chrétien de Muman, à l'origine des branches des Eóganacht Chaisil, des Eóganacht Glendamnach et des Eóganacht Airthir Chlíach.

          - Caipre Luachra mac Cuirc, à l'origine de la branche des Eóganacht Locha Léin et du  Corcu Loígde.
          - Mac Cass, à l'origine de la branche des Eóganacht Raithleann.

      - Fiodach
        - Crimthann mac Fidaig, Ard ri Erenn, † au cours du troisième quart du IVe siècle.
        - Mongfind, sœur et meurtrière de Crimthann mac Fidaig.

      - Dáire Cerbba (?), à l'origine des Uí Liathain.
      - Maine Munchaín, à l'origine des Uí Fidgenti.

## Corc et la littérature irlandaise
Corc est le héros de contes irlandais décrivant l'origine légendaire de la famille des Eóganachta, qui tire son nom d'Éogan Mór, un roi mythique qui régnait au IIe siècle ou au IIIe siècle de notre ère et arrière-arrière-grand-père de Corc. 
Les contes les plus connus sont : 
- Senchas Fagbála Caisil, (Histoire de la découverte de Cashel) ;
- Conall Corc 7 Ríge Caisil, (Conall Corc et la royauté de Cashel) ;
- Comthoth Lóegairi co cretim 7 a aided (La conversion de Lóegaire à la Vraie Foi et sa mort violente) ;
- Conall Corc 7 Corco Loígde (Conall Corc et les Corcu Loígde).

Des travaux récents montrent que ce roi serait une figure du dieu celtique Lug (au même titre que Cú Chulainn). 

## Unions et postérité
D'après le Livre de Munster, il eut: 2 femmes et 11 fils. 
4 fils sont issus d'Aimend (Aoibhinne), fille d'Óengus Bolg, roi des Corcu Loígde (les futurs O'Driscoll) : 
- Nad Froích (cf. plus haut) ;
- Cass (cf. plus haut) ;
- MacBroic, dont sont issus les Ui Mhic Broic ;
- Mac Ciar, dont sont issus les Ui Mhic Ceir.

4 autres sont issus d'une fille du roi des Pictes, Feradach, nommée Mongfind dans les généalogies, où elle est probablement confondue avec une reine irlandaise portant le même nom qui peut avoir été (ou pas) la sœur de Crimthann mac Fidaig : 
- Cairpre Cruithnechan, dont sont issus les Eóganacht Magh Geirginn, en Écosse ;
- Maine Leambna (c'est-à-dire Maine de Leven, du nom du Loch Leven, en Écosse), dont sont issus les Leamhnaig d'Écosse, ancêtres putatifs des Mormaer de Lennox ;
- Caipre Luachra, à l'origine de la branche des Eóganacht Locha Léin (cf. plus haut), des Aos Aiste, des Aos Alla et des Aos Greine ;
- Cronan, dont est issu le sept Cuircni de Mide.

Les 3 derniers étaient : 
- Deaghaid, dont sont issus les Ui Muircadhaigh et les Ui Deaghidh ;
- Trena, dont sont issus les Cuircue ;
- MacLaire, dont sont issus les Ui MhicLaire.